# Сеццу
Сеццу (яп. 摂津市 Сэтцу-си) — город в Японии, находящийся в префектуре Осака. Площадь города составляет 14,88 км², население — 85 165 человек (1 августа 2014), плотность населения — 5723,45 чел./км².

## Географическое положение
Город расположен на острове Хонсю в префектуре Осака региона Кинки. С ним граничат города Суйта, Ибараки, Такацуки, Неягава, Моригути, Осака.

## Население
Население города составляет 85 165 человек (1 августа 2014), а плотность — 5723,45 чел./км². Изменение численности населения с 1980 по 2005 годы:
| 1980 | 80 684 чел. |  |
| 1985 | 86 332 чел. |  |
| 1990 | 87 453 чел. |  |
| 1995 | 87 330 чел. |  |
| 2000 | 85 065 чел. |  |
| 2005 | 85 009 чел. |  |

## Символика
Деревом города считается камфорное дерево, цветком — рододендрон.